# 黑斑球蛛
黑斑球蛛（学名：Theridion melanurum）为球蛛科球蛛属的动物。分布于欧洲、俄罗斯以及中国大陆的新疆等地，多生活于林间草丛。